# Dorokuy
Dorokuy est une commune rurale située dans le département de Béréba de la province de Tuy dans la région des Hauts-Bassins au Burkina Faso.

## Géographie
Dorokuy se trouve à 3 km au sud de Béréba près de la ligne d'Abidjan à Ouagadougou.

## Santé et éducation
Le centre de soins le plus proche de Dorokuy est le centre de santé et de promotion sociale (CSPS) de Béréba.